# الكسندر بانينك
الكسندر بانينك (بالهولندية: Alexander Bannink)‏ (20 فبراير 1990 بأولدنزال في هولندا - ) هو لاعب كرة قدم هولندي في مركز الوسط. لعب مع بي إي سي زفوله وتفينتي أنشخيدة ودي غرافشاب ونادي إيمن وهيراكليس ألميلو.

## روابط خارجية
- الكسندر بانينك على موقع قاعدة بيانات كرة القدم.إي يو (الإنجليزية)
- الكسندر بانينك على موقع Soccerway.com (الإنجليزية)
- الكسندر بانينك على موقع عالم كرة القدم.نت (الإنجليزية)